# Max Kiefer

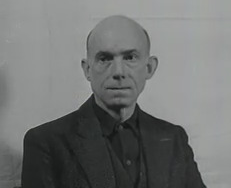
Max Kiefer während der Nürnberger Prozesse. Aufnahme von Januar 1947.

Max Kiefer (* 15. September 1889 in Kempen; † 21. Februar 1974 in Dortmund) war ein deutscher Architekt, Bauleiter und SS-Führer. Kiefer wurde in den Nürnberger Prozessen angeklagt und als Kriegsverbrecher verurteilt.

## Leben
Kiefer beendete seine gymnasiale Schullaufbahn 1909 in Kempen. Anschließend studierte er in München und Aachen Architektur und unternahm Studienreisen ins europäische Ausland. Nach Ausbruch des Ersten Weltkrieges folgte eine Unterbrechung seines Studiums, da er sich als Kriegsfreiwilliger zum Deutschen Heer meldete. Nach seinem durchgehenden Einsatz an der Westfront und mehreren Auszeichnungen wurde er nach Kriegsende Anfang Dezember 1918 aus der Armee entlassen. Sein Architekturstudium nahm er zum Wintersemester 1919/20 wieder an der Technischen Hochschule Aachen auf und brach es erneut ab. Nach eigenen Angaben floh er Anfang der 1920er Jahre aus Aachen in die Niederlande, da er mit der belgischen Besatzungsmacht in Aachen in Konflikt geraten war. Nach einer Beschäftigung als Kranführer in Kerkrade kehrte er im Frühjahr 1922 nach Deutschland zurück. Ab Anfang April 1922 war Kiefer bei der Stadt Aachen als Architekt leitend beim Justizneubaubüro tätig, bevor er 1924 wieder nach Kempen wechselte, wo er beim dortigen Bauamt ebenfalls als Architekt und als Bauberater tätig war. Im Oktober 1927 machte er sich in Kempen als Architekt selbstständig und blieb dies bis zum Juli 1933.

## Politische Betätigung
Kiefer trat 1923 dem Stahlhelm bei und Mitte August 1933 der SA. Als SA-Mitglied wurde er Mitte August 1933 in Berlin Adjutant von Friedrich-Wilhelm Krüger, dem damaligen Leiter des SA-Ausbildungswesens. Kiefer wechselte im Juli 1935 von der SA zur SS, in der er 1944 den Rang eines SS-Obersturmbannführers erreichte (SS-Nummer 273.744). Am 8. Juli 1937 beantragte er die Aufnahme in die NSDAP und wurde rückwirkend zum 1. Mai desselben Jahres aufgenommen (Mitgliedsnummer 4.157.069).

## Hauptamtliche Tätigkeit in SS-Ämtern
Anfang April 1936 wurde Kiefer hauptamtlicher Mitarbeiter im Stab des SS-Hauptamtes. Von Anfang September 1936 bis Ende September 1941 war Kiefer Referent des Sachgebietes Siedlungs- und Wohnungsbau beim Bautechnischen Büro des Reichsluftfahrtministeriums. Anfang Oktober 1941 wechselte er in das SS-Hauptamt Haushalt und Bauten. Nach seiner Einberufung zur Wehrmacht im August 1941 musste Kiefer auf Intervention seines Vorgesetzten Hans Kammler durch Zuordnung zur Waffen-SS keinen Kriegsdienst während des Zweiten Weltkrieges leisten.
Von Februar 1942 bis Anfang Mai 1945 war Kiefer Leiter der Abteilung C 2 (Sonderaufgaben Bauwesen) im neu entstandenen Wirtschafts- und Verwaltungshauptamt (WVHA). Ab März 1943 nahm Kiefer zusätzlich für ein halbes Jahr „Sonderaufgaben in den inneren Ostgebieten wahr“. Ab September 1943 war er in Personalunion Stellvertreter Kammlers als Leiter der Amtsgruppe C im WVHA. Ab Mitte September 1944 absolvierte Kiefer für acht Wochen einen Lehrgang an der WVHA-Führerschule der SS in Arolsen.

## Nach Kriegsende
Nach seiner Festnahme wurde Kiefer im Prozess Wirtschafts- und Verwaltungshauptamt der SS mit 17 weiteren Beschuldigten ab dem 13. Januar 1947 vor dem United States Military Tribunal II angeklagt. Kiefer wurde als Leiter der Abteilung C 2 im WVHA vorgeworfen, durch seine Funktion maßgeblich zur Organisation und dem Ausbau des Konzentrationslagersystems beigetragen und damit erst die Konzentrationslagerverbrechen mit ermöglicht zu haben. Kiefer wurde in den Anklagepunkten Kriegsverbrechen, Verbrechen gegen die Menschlichkeit und der Mitgliedschaft in verbrecherischen Organisationen für schuldig befunden. Kiefer wurde am 3. November 1947 zu einer lebenslangen Freiheitsstrafe verurteilt. Nach teilweiser Haftverbüßung wurde er am 3. Februar 1951 aus dem Kriegsverbrechergefängnis Landsberg entlassen. Anschließend zog Kiefer zu seiner Ehefrau nach Dortmund und war wieder als Architekt beim dortigen Staatshochbauamt und einem Baubüro tätig.

## Weblink
- Marco Kieser / Georg Lüdecke: Max Kiefer – ein Kempener Architekt in der SS. In: Denkmalpflege im Rheinland, 2008, Heft 4, S. 162–164 (pdf; 428 kB)